# 圣马蒂诺-达拉尔吉内
圣马蒂诺-达拉尔吉内（義大利語：San Martino dall'Argine）是意大利曼托瓦省的一个市镇。总面积17平方公里，人口1827人，人口密度107.5人/平方公里（2009年）。国家统计（ISTAT）代码为020059。